# Gruczoł żółtkowy
Gruczoł żółtkowy, żółtnik, witellarium – gruczoł układu rozrodczego płazińców wytwarzających jaja ektolecytalne (np. niektóre gatunki wirków, przywr i tasiemców) oraz wrotków. Produkuje bogate w materiały zapasowe komórki żółtkowe, otaczające komórkę jajową pod osłoną jajową. Odgrywają one ważną rolę w odżywianiu zapłodnionych, ubogich w żółtko komórek jajowych.